# Jewgeni Afanassjewitsch Jewsjukow
Jewgeni Afanassjewitsch Jewsjukow (russisch Евгений Афанасьевич Евсюков, engl. Transkription Yevgeniy Yevsyukov; * 2. Januar 1950 in Krasnojarsk) ist ein ehemaliger sowjetischer Geher.
In der Halle wurde er 1978 und 1979 sowjetischer Meister im 5000-Meter-Gehen.
Im 20-km-Gehen wurde er bei den Olympischen Spielen 1980 in Moskau Vierter und gewann die Bronzemedaille bei den Weltmeisterschaften 1983 in Helsinki.

## Persönliche Bestzeiten
- 20-km-Gehen: 1:19:53 h, 27. April 1980, Tscherkassy
- 50-km-Gehen: 3:42:04 h, 3. August 1985, Leningrad